# Mihajlo Krpan
Mihajlo Krpan, hrvaški častnik in odvetnik, * ?, † 1991, Ljubljana.
Krpan je bil vojaški zagovornik Janeza Janše v t. i. procesu proti četverici. Umrl je leta 1991 zaradi bolezni v Vojaški bolnišnici Ljubljana.